# Júnior Sandoval
Júnior Sandoval (Quimistán, Santa Bárbara, Honduras; 13 de octubre de 1990) es un futbolista hondureño. Juega como mediocampista y su equipo actual es Las Vegas Lights FC de la USL Championship.

## Trayectoria

### Jaguares de Córdoba
El 25 de enero de 2015 se anunció su fichaje por el Jaguares de Córdoba de Colombia. Debutó el 1 de febrero de ese año durante el empate 0-0 contra Deportivo Cali.

### Jacksonville Armada
El 13 de enero de 2016 fue transferido al Jacksonville Armada de la Segunda División de Estados Unidos.

### Fort Lauderdale Strikers
El 23 de septiembre de 2016 llegó a un acuerdo con el Fort Lauderdale Strikers.

### Las Vegas Light FC
Tras fichar por el Memphis 901 FC en febrero de 2019 y jugar cuatro encuentros por el club, el jugador cambió de equipo el 17 de abril y llegó a un acuerdo en Las Vegas Light FC para jugar en la temporada 2019 de la USL.

## Clubes
| Club                     | País                | Año                 | Partidos | Goles |
| ------------------------ | ------------------- | ------------------- | -------- | ----- |
| Atlanta Silverbacks      | Estados Unidos      | 2008 - 2009         | 0        | 0     |
| Puerto Rico Islanders    | Puerto Rico         | 2009 - 2010         | 7        | 0     |
| Atlanta Silverbacks      | Estados Unidos      | 2011 - 2010         | 15       | 2     |
| Marathón                 | Honduras            | 2012 - 2013         | 13       | 1     |
| Atlanta Silverbacks      | Estados Unidos      | 2014                | 23       | 7     |
| Jaguares de Córdoba      | Colombia            | 2015                | 14       | 1     |
| Real Sociedad            | Honduras            | 2015                | 0        | 0     |
| Jacksonville Armada      | Estados Unidos      | 2016                | 18       | 2     |
| Fort Lauderdale Strikers | Estados Unidos      | 2016                | 5        | 1     |
| California United FC II  | Estados Unidos      | 2017                |          |       |
| Memphis 901              | Estados Unidos      | 2019                | 4        | 0     |
| Las Vegas Lights         | Estados Unidos      | 2019 - Presente     | 12       | 3     |
| Total en su carrera      | Total en su carrera | Total en su carrera | 106      | 17    |

## Palmarés

### Torneos internacionales
| Título                         | Club                  | País        | Año  |
| ------------------------------ | --------------------- | ----------- | ---- |
| Campeonato de Clubes de la CFU | Puerto Rico Islanders | Puerto Rico | 2010 |